# Agrídia
Agrídia är en ort i Cypern.   Den ligger i distriktet Eparchía Lemesoú, i den centrala delen av landet, 40 km sydväst om huvudstaden Nicosia. Agrídia ligger 1 249 meter över havet och antalet invånare är 126. Den ligger på ön Cypern.
Terrängen runt Agrídia är huvudsakligen kuperad. Agrídia ligger uppe på en höjd som går i öst-västlig riktning.Trakten runt Agrídia är ganska glesbefolkad, med 23 invånare per kvadratkilometer. Närmaste större samhälle är Kyperoúnta, 2,1 km nordväst om Agrídia. 
Medelhavsklimat råder i trakten. Årsmedeltemperaturen i trakten är 19 °C. Den varmaste månaden är juli, då medeltemperaturen är 31 °C, och den kallaste är januari, med 8 °C. Genomsnittlig årsnederbörd är 510 millimeter. Den regnigaste månaden är december, med i genomsnitt 112 mm nederbörd, och den torraste är augusti, med 1 mm nederbörd.